# Juan Carlos García Álvarez
Juan Carlos García Álvarez (Città del Messico, 13 marzo 1985) è un allenatore di calcio ed ex calciatore messicano, di ruolo attaccante.